# Bernd Roeck

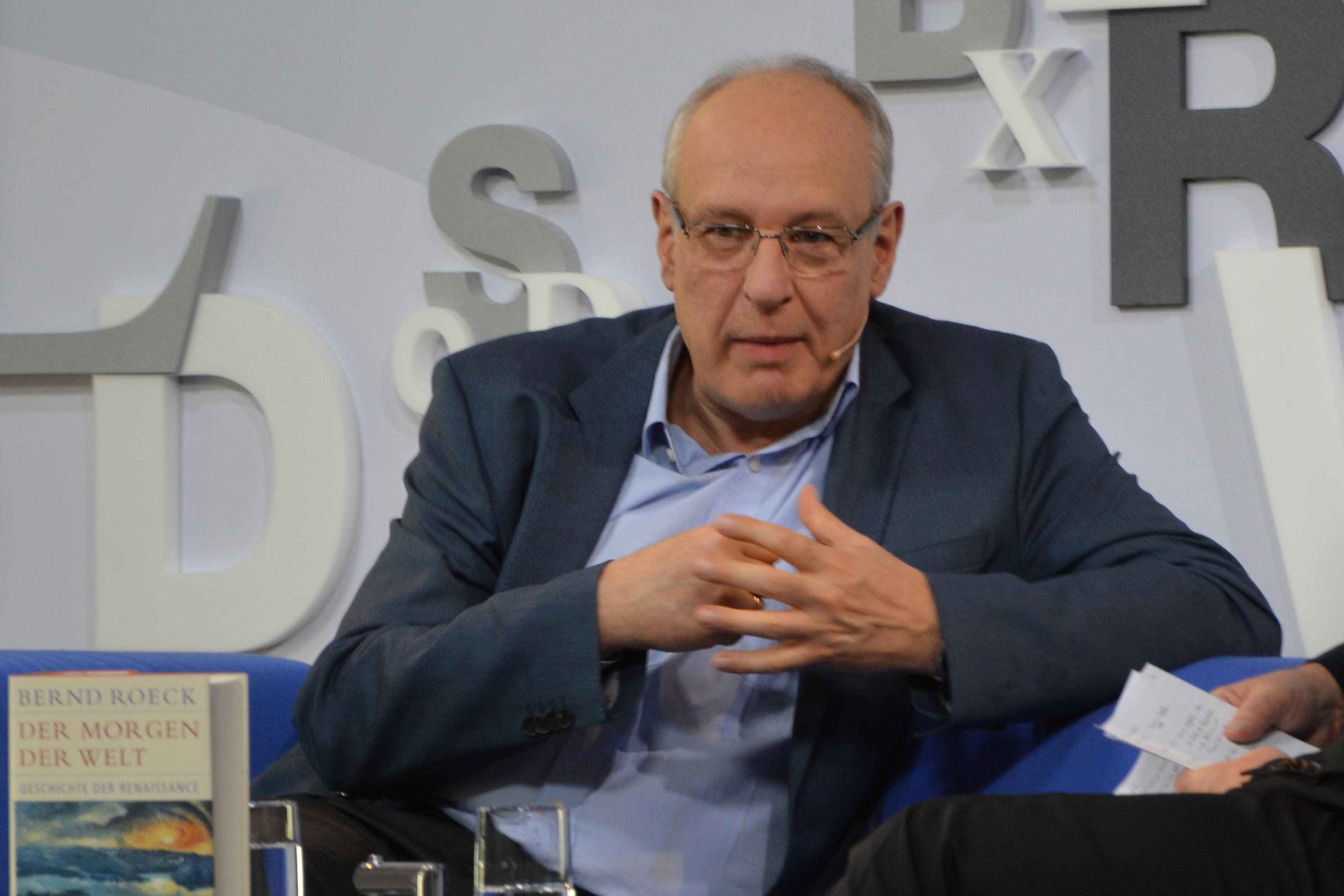
Bernd Roeck auf der Frankfurter Buchmesse 2017

Bernd Roeck (* 17. Dezember 1953 in Augsburg) ist ein deutscher Historiker. Er war seit 1999 ordentlicher Professor für Allgemeine und Schweizer Geschichte der Neuzeit an der Universität Zürich bis zu seiner Emeritierung im Januar 2019.

## Leben
Bernd Roeck wurde 1979 bei Hans Schmidt an der Ludwig-Maximilians-Universität München promoviert. 1987 folgte die Habilitation. Er war von 1986 bis 1990 Direktor des Deutschen Studienzentrums in Venedig. Von 1990 bis 1991 war er C3-Professor an der Universität Augsburg und von 1991 bis 1999 ordentlicher Professor für mittelalterliche und neuere Geschichte an der Universität Bonn. 1993 wurde er Beiratsmitglied des Südwestdeutschen Arbeitskreises für Stadtgeschichtsforschung, seit 1998 ist er Vorsitzender dieses Arbeitskreises. Von 1996 bis 1999 war er Generalsekretär des italienisch-deutschen Zentrums Villa Vigoni (Deutsch-italienisches Zentrum für europäische Exzellenz) in Loveno di Menaggio am Comer See. 1999 wurde er auf den Lehrstuhl für Allgemeine und Schweizer Geschichte der Neuzeit des Historischen Seminars der Universität Zürich berufen.
Roeck ist bzw. war u. a. Mitglied des Wissenschaftlichen Beirates des Centro tedesco di Studi Veneziani und 2005/06 dessen Präsident ad interim. Er ist Mitglied des Istituto Veneto di scienze, lettere ed arti, der Accademia Roveretana degli Agiati, des Wissenschaftlichen Beirats des Germanischen Nationalmuseums Nürnberg und des Deutschen Historischen Instituts Rom. Er ist weiterhin u. a. Mitglied des Stiftungsrats der Right Livelihood Award| Foundation Switzerland. Auch bekleidete er eine Gastprofessur der National Taiwan Normal University (NTNU).
Von 2009 bis 2011 war er Dekan der Philosophischen Fakultät der Universität Zürich. Er hatte zusammen mit Gesine Krüger die Präsidentschaft des Weiterbildungs-Studienganges Master of Advanced Studies in Applied History inne.
2017 war er Gesprächspartner in dem Dokumentarfilm Zeitenwende – Die Renaissance von Martin Papirowski.

## Werk
Roeck veröffentlichte zahlreiche Arbeiten zur Sozial-, Kunst- und Kulturgeschichte, namentlich zur Stadtgeschichtsforschung und zur Geschichte von Randgruppen und Minderheiten. Anlässlich seiner Aufenthalte in Venedig beschäftigte er sich mit der Malerei und Skulptur der italienischen Renaissance, in den 1990er Jahren verfasste er Studien über Aby Warburg. Seither trug Roeck maßgeblich zum „iconic turn“ und zur Integration der Bildwissenschaft als interdisziplinäres Feld in die Geschichtswissenschaft bei. Sein Buch Das historische Auge (2004) ist eine Einführung in Probleme des Umgangs mit Kunstwerken als Geschichtsquellen. Besonders bekannt wurde er durch seine bildwissenschaftlichen Analysen von Gemälden Piero della Francescas, die das Leben des Condottiere Federico da Montefeltro und die Ermordung von dessen Bruder, Oddantonio da Montefeltro, widerspiegeln.

## Preise
- 1996 Cavaliere del merito/Ritterkreuz des Verdienstordens der Republik Italien
- 1997 Habilitationspreis der Universität München
- 2001 Philip Morris-Preis
- 2012 Warburg-Professur der Warburg-Stiftung Hamburg
- Bürgermedaille der Stadt Augsburg

## Schriften

### Stadtgeschichte
- Bäcker, Brot und Getreide in Augsburg 1600–1650. Studien zur Versorgungspolitik der Reichsstadt und zur Sozialstruktur des Bäckerhandwerks im Zeitalter des 30jährigen Krieges. Thorbecke, Sigmaringen 1987 (= Abhandlungen zur Geschichte der Stadt Augsburg. Band 31). ISBN 3-7995-6941-3.
- Eine Stadt in Krieg und Frieden. Studien zur Geschichte der Reichsstadt Augsburg zwischen Kalenderstreit und Parität (2 Teilbände). Vandenhoeck & Ruprecht, Göttingen 1989 (= Schriftenreihe der Historischen Kommission bei der Bayerischen Akademie der Wissenschaften. Band 37). ISBN 3-525-35937-3.
- Lebenswelt und Kultur des Bürgertums in der frühen Neuzeit. Oldenbourg, München 1991, 2. Auflage 2011 (= Enzyklopädie deutscher Geschichte. Band 9). ISBN 978-3-486-59800-1.
- Als wollt die Welt schier brechen. Eine Stadt im Zeitalter des Dreißigjährigen Krieges. Beck, München 1991. ISBN 3-406-35500-5.
- Stadtgeschichte – Weltgeschichte. Pforzheim – eine Stadt im historischen Prozess. Stadt- und Kreis-Sparkasse, Pforzheim 1995. ISBN 3-9804049-5-1.
- Geschichte Augsburgs. Beck, München 2005, ISBN 3-406-53197-0.
- Ketzer, Künstler und Dämonen. Die Welten des Goldschmieds David Altenstetter. Eine Reise in die Renaissance. Beck, München 2009. ISBN 978-3-406-59171-6.

### Bildwissenschaft
- Kunstpatronage in der Frühen Neuzeit. Kunstmarkt, Künstler und ihre Auftraggeber in Italien und im Heiligen Römischen Reich (15.–17. Jahrhundert). Vandenhoeck & Ruprecht, Göttingen 1999. ISBN 3-525-01370-1.
- Das historische Auge. Kunstwerke als Zeugen ihrer Zeit. Von der Renaissance zur Revolution. Vandenhoeck & Ruprecht, Göttingen 2004. ISBN 3-525-36732-5.
- mit Andreas Tönnesmann: Die Nase Italiens. Federico da Montefeltro, Herzog von Urbino. Wagenbach, Berlin 2005. ISBN 3-8031-3616-4.
- Mörder, Maler und Mäzene. Piero della Francescas „Geißelung“. Eine kunsthistorische Kriminalgeschichte. Beck, München 2006. ISBN 3-406-55035-5.
- mit Martina Stercken, François Walter, Marco Jorio und Thomas Manetsch (Hrsg.): Schweizer Städtebilder. Urbane Ikonographien (15.-20. Jahrhundert)/Portraits de villes suisses. Iconographie urbaine (XVe–XXe siècle)/Vedute delle città svizzere. L’iconografia urbana (XV–XX secolo). Chronos, Zürich 2013. ISBN 978-3-0340-1085-6.
- Gelehrte Künstler. Maler, Bildhauer und Architekten der Renaissance über Kunst. Wagenbach, Berlin 2013. ISBN 978-3-8031-3645-9.

### Monographien
- Außenseiter, Randgruppen, Minderheiten. Fremde im Deutschland der frühen Neuzeit. Göttingen 1993.
- Der Morgen der Welt. Geschichte der Renaissance. Beck, München 2017. ISBN 978-3-406-69876-7.
- Leonardo. Der Mann, der alles wissen wollte. Biographie. Beck, München 2019. ISBN 978-3-406-73509-7.
- Ausgewählte Aufsätze zur Kulturgeschichte. Didymos-Verlag, Affalterbach 2019, ISBN 978-3-939020-48-6.